# Primeira Divisão de 1996–97
A Primeira Divisão de 1996–97 foi a 63.ª edição do Campeonato Português de Futebol.

## Análise
O FC Porto venceu este campeonato, com 13 pontos de avanço sobre o Sporting CP.
O FC Porto alcançou, pela primeira vez na sua história, o "tri", provando o seu domínio no futebol português. Os "azuis e brancos", desde cedo, assumiram o lugar cimeiro da tabela, e, apenas, foram controlando as distâncias, ganhando, com facilidade, o campeonato.
O Sporting CP fez um campeonato satisfatório, apesar de, nunca ter posto em causa a liderança do FC Porto. Os "leões" começaram a época de forma atribulada, mas, com a mudança de treinador, estabilizou-se e, terminou no 2.º lugar.
O Benfica foi a grande desilusão da época, terminando no 3.º lugar, a 27 pontos do campeão, algo que prova a péssima época dos "encarnados". A instabilidade diretiva e a constante mudança de treinadores e jogadores foi fatal, e, as "águias", tiveram que sofrer para garantir o último lugar do pódio.
A grande surpresa foi o SC Braga, terminando num espetacular 4.º lugar a, apenas, 3 pontos do Benfica. O 4.º lugar do Braga, algo que não acontecia desde 1978/1979, permitiu aos "arsenalistas" regressar às competições europeias, pela primeira vez desde, 1984/1985.

## Equipas

### Equipas Participantes
| Equipa             | Treinador          | Estádio                           | Cidade           |
| ------------------ | ------------------ | --------------------------------- | ---------------- |
| FC Porto           | António Oliveira   | Estádio das Antas                 | Porto            |
| SL Benfica         | Paulo Autuori      | Estádio da Luz                    | Lisboa           |
| Sporting CP        | Robert Waseige     | Estádio José Alvalade             | Lisboa           |
| Boavista           | Zoran Filipović    | Estádio do Bessa                  | Porto            |
| Vitória SC         | Jaime Pacheco      | Estádio D. Afonso Henriques       | Guimarães        |
| Belenenses         | Quinito            | Estádio do Restelo                | Lisboa           |
| União de Leiria    | Vítor Manuel       | Estádio Dr. Magalhães Pessoa      | Leiria           |
| SC Braga           | Manuel Cajuda      | Estádio 1.º de Maio               | Braga            |
| Marítimo           | Marinho Peres      | Estádio dos Barreiros             | Funchal          |
| Salgueiros         | Carlos Manuel      | Estádio Engenheiro Vidal Pinheiro | Porto            |
| Estrela da Amadora | Fernando Santos    | Estádio José Gomes                | Amadora          |
| Gil Vicente        | Bernardino Pedroto | Estádio Adelino Ribeiro Novo      | Barcelos         |
| Farense            | Paco Fortes        | Estádio de São Luís               | Faro             |
| Leça               | Rodolfo Reis       | Estádio do Leça Futebol Clube     | Leça da Palmeira |
| GD Chaves          | José Romão         | Estádio Municipal de Chaves       | Chaves           |
| Rio Ave            | Henrique Calisto   | Estádio dos Arcos                 | Vila do Conde    |
| Vitória FC         | Mário Reis         | Estádio do Bonfim                 | Setúbal          |
| SC Espinho         | Zinho              | Estádio Comendador Manuel Violas  | Espinho          |

### Mudanças de Treinador durante a época
| Equipa          | Treinador Despedida | Data de Saída | Posição | Treinador Contratado | Data de Entrada |
| --------------- | ------------------- | ------------- | ------- | -------------------- | --------------- |
| União de Leiria | Vítor Manuel        | 20/10/1996    | 17.º    | Eurico Gomes         | 21/10/1996      |
| Belenenses      | Quinito             | 27/10/1996    | 15.º    | Vítor Manuel         | 28/10/1996      |
| Marítimo        | Marinho Peres       | 17/11/1996    | 12.º    | Manuel José          | 18/11/1996      |
| Boavista        | Zoran Filipović     | 19/11/1996    | 10.º    | João Alves           | 20/11/1996      |
| Gil Vicente     | Bernardino Pedroto  | 01/12/1996    | 17.º    | Fernando Festas      | 02/11/1996      |
| Sporting CP     | Robert Waseige      | 12/12/1996    | 3.º     | Octávio Machado      | 20/12/1996      |
| Rio Ave         | Henrique Calisto    | 22/12/1996    | 18.º    | Carlos Brito         | 23/12/1996      |
| Boavista        | João Alves          | 12/01/1997    | 10.º    | Mário Reis           | 27/01/1997      |
| União de Leiria | Eurico Gomes        | 19/01/1997    | 16.º    | Quinito              | 20/01/1997      |
| SL Benfica      | Paulo Autuori       | 19/01/1997    | 2.º     | Mário Wilson         | 20/01/1997      |
| Marítimo        | Manuel José         | 26/01/1997    | 12.º    | Rui Vieira           | 27/01/1997      |
| SL Benfica      | Mário Wilson        | 26/01/1997    | 3.º     | Manuel José          | 27/01/1997      |
| Vitória FC      | Mário Reis          | 26/01/1997    | 7.º     | Félix Mourinho       | 27/01/1997      |
| Marítimo        | Rui Vieira          | 16/02/1997    | 11.º    | Augusto Inácio       | 17/02/1997      |
| Vitória FC      | Félix Mourinho      | 10/03/1997    | 11.º    | Manuel Fernandes     | 11/03/1997      |
| Gil Vicente     | Fernando Festas     | 23/03/1997    | 18.º    | José Marconi         | 24/03/1997      |
| SC Espinho      | Zinho               | 11/05/1997    | 16.º    | Edmundo Duarte       | 12/05/1997      |

## Classificação final
| Pos | Equipa               | J  | V  | E  | D  | GM | GS | Diff | Pts | Qualificação/Despromoção     |
| --- | -------------------- | -- | -- | -- | -- | -- | -- | ---- | --- | ---------------------------- |
| 1   | FC Porto             | 34 | 27 | 4  | 3  | 80 | 24 | +56  | 85  | Liga dos Campeões da UEFA    |
| 2   | Sporting             | 34 | 22 | 6  | 6  | 55 | 19 | +36  | 72  | Liga dos Campeões da UEFA    |
| 3   | Benfica              | 34 | 17 | 7  | 10 | 49 | 30 | +19  | 58  | Taça UEFA                    |
| 4   | Sporting de Braga    | 34 | 15 | 10 | 9  | 39 | 40 | -1   | 55  | Taça UEFA                    |
| 5   | Vitória de Guimarães | 34 | 15 | 8  | 11 | 51 | 46 | +5   | 53  | Taça UEFA                    |
| 6   | Salgueiros           | 34 | 14 | 10 | 10 | 49 | 48 | +1   | 52  |                              |
| 7   | Boavista             | 34 | 12 | 13 | 9  | 62 | 39 | +23  | 49  | Taça dos Vencedores de Taças |
| 8   | Marítimo             | 34 | 13 | 8  | 13 | 39 | 38 | +1   | 47  |                              |
| 9   | Estrela da Amadora   | 34 | 12 | 11 | 11 | 39 | 38 | +1   | 47  |                              |
| 10  | Desportivo de Chaves | 34 | 12 | 10 | 12 | 39 | 45 | -6   | 46  |                              |
| 11  | Farense              | 34 | 10 | 12 | 12 | 34 | 34 | 0    | 42  |                              |
| 12  | Vitória de Setúbal   | 34 | 10 | 10 | 14 | 38 | 42 | -4   | 40  |                              |
| 13  | Belenenses           | 34 | 10 | 10 | 14 | 37 | 50 | -13  | 40  |                              |
| 14  | Leça                 | 34 | 9  | 9  | 16 | 33 | 42 | -9   | 36  |                              |
| 15  | Rio Ave              | 34 | 8  | 11 | 15 | 35 | 42 | -7   | 35  |                              |
| 16  | Sporting de Espinho  | 34 | 9  | 6  | 19 | 27 | 56 | -29  | 33  | Liga de Honra                |
| 17  | União de Leiria      | 34 | 8  | 6  | 20 | 25 | 53 | -28  | 30  | Liga de Honra                |
| 18  | Gil Vicente          | 34 | 4  | 7  | 23 | 29 | 74 | -45  | 19  | Liga de Honra                |

## Tabela de resultados
| 1996/1997            | FCP | SCP | SLB | SCB | VSC | SAL | BFC | CSM | CFE | GDC | FAR | VFC | BEL | LFC | RAV | SCE | UDL | GVC |
| FC Porto             |     | 1-2 | 3-1 | 5-0 | 3-1 | 1-2 | 1-0 | 4-1 | 0-0 | 2-0 | 2-0 | 2-2 | 2-1 | 2-1 | 2-2 | 3-0 | 2-0 | 3-0 |
| Sporting             | 0-1 |     | 1-0 | 1-0 | 4-1 | 4-0 | 3-1 | 3-0 | 0-0 | 2-0 | 0-0 | 2-1 | 3-1 | 1-0 | 2-0 | 4-0 | 0-0 | 2-0 |
| Benfica              | 1-2 | 1-0 |     | 1-1 | 0-2 | 3-4 | 1-1 | 0-0 | 2-0 | 3-0 | 2-1 | 5-1 | 1-2 | 1-0 | 0-0 | 2-0 | 1-0 | 1-0 |
| SC Braga             | 2-1 | 1-0 | 1-1 |     | 0-2 | 0-0 | 1-0 | 0-0 | 1-2 | 3-0 | 2-1 | 2-1 | 3-1 | 1-0 | 1-0 | 2-1 | 1-0 | 4-1 |
| Vitória de Guimarães | 0-4 | 0-1 | 1-0 | 0-0 |     | 1-2 | 0-4 | 0-1 | 3-1 | 4-1 | 3-2 | 3-0 | 1-0 | 3-0 | 2-0 | 2-4 | 3-0 | 4-2 |
| Salgueiros           | 0-1 | 0-3 | 0-1 | 3-0 | 0-0 |     | 3-2 | 0-0 | 3-3 | 1-0 | 2-1 | 3-2 | 1-2 | 1-0 | 1-3 | 5-0 | 3-0 | 3-2 |
| Boavista             | 0-2 | 2-1 | 1-1 | 3-0 | 2-2 | 5-0 |     | 3-1 | 2-2 | 0-1 | 1-1 | 0-0 | 1-1 | 0-0 | 2-0 | 0-2 | 3-0 | 7-0 |
| Marítimo             | 0-2 | 1-2 | 2-0 | 1-1 | 1-2 | 3-1 | 2-2 |     | 2-0 | 3-3 | 1-0 | 3-2 | 1-0 | 0-1 | 1-0 | 1-0 | 2-0 | 6-0 |
| Estrela da Amadora   | 2-2 | 0-1 | 1-1 | 3-1 | 2-0 | 2-1 | 2-5 | 0-0 |     | 3-0 | 2-1 | 2-0 | 2-2 | 1-0 | 0-0 | 2-0 | 0-1 | 2-0 |
| Desportivo de Chaves | 2-4 | 0-0 | 3-1 | 5-2 | 0-0 | 1-1 | 2-1 | 2-1 | 1-0 |     | 1-1 | 0-1 | 2-2 | 1-0 | 1-1 | 1-0 | 2-0 | 4-1 |
| Farense              | 1-2 | 0-0 | 1-2 | 2-2 | 1-0 | 1-1 | 2-0 | 1-0 | 1-0 | 0-2 |     | 1-1 | 0-2 | 0-0 | 2-1 | 3-1 | 4-0 | 2-1 |
| Vitória de Setúbal   | 1-3 | 1-0 | 0-2 | 1-1 | 4-0 | 1-1 | 2-2 | 0-0 | 1-2 | 1-0 | 0-1 |     | 2-0 | 1-0 | 1-1 | 0-2 | 4-1 | 1-0 |
| Belenenses           | 0-2 | 2-2 | 1-0 | 1-2 | 1-1 | 0-0 | 2-4 | 2-0 | 0-0 | 0-0 | 1-2 | 2-1 |     | 0-4 | 2-1 | 0-0 | 1-0 | 1-1 |
| Leça                 | 2-4 | 0-1 | 1-5 | 0-0 | 1-1 | 3-1 | 1-3 | 1-0 | 1-1 | 3-2 | 0-0 | 0-2 | 3-2 |     | 3-2 | 1-1 | 3-0 | 1-1 |
| Rio Ave              | 0-1 | 3-4 | 0-1 | 1-0 | 1-1 | 1-1 | 0-0 | 2-3 | 2-0 | 0-0 | 0-0 | 1-0 | 4-1 | 2-0 |     | 0-3 | 3-1 | 0-2 |
| Sporting de Espinho  | 0-5 | 1-3 | 0-3 | 0-1 | 1-4 | 1-1 | 0-0 | 1-0 | 2-1 | 1-1 | 1-0 | 0-3 | 0-1 | 0-2 | 1-2 |     | 1-0 | 1-0 |
| União de Leiria      | 0-3 | 1-0 | 0-2 | 1-2 | 2-3 | 0-1 | 1-1 | 2-0 | 2-0 | 0-1 | 0-0 | 0-0 | 3-1 | 1-1 | 1-0 | 2-2 |     | 2-0 |
| Gil Vicente          | 0-3 | 0-3 | 0-3 | 1-1 | 1-1 | 1-3 | 2-4 | 1-2 | 0-1 | 3-0 | 1-1 | 0-0 | 1-2 | 1-0 | 2-2 | 1-0 | 3-4 |     |
| -------------------- | --- | --- | --- | --- | --- | --- | --- | --- | --- | --- | --- | --- | --- | --- | --- | --- | --- | --- |

## Melhores Marcadores
| CI. | Jogador                 | Equipa     | Golos |
| --- | ----------------------- | ---------- | ----- |
| 1   | Jardel                  | FC Porto   | 30    |
| 2   | Jimmy Floyd Hasselbaink | Boavista   | 20    |
| 3   | Gaúcho                  | E. Amadora | 16    |
| 4   | Constantino             | Leça       | 15    |
| 4   | Nuno Gomes              | Boavista   | 15    |
| 6   | Karoglan                | SC Braga   | 14    |
| 7   | Gilmar                  | Vitória SC | 13    |
| 8   | Edmilson                | Marítimo   | 12    |
| 9   | Edmilson                | FC Porto   | 11    |
| 10  | Marcos Severo           | Salgueiros | 10    |

## Média de Espectadores
| Clube        | Média  | +/-     |
| ------------ | ------ | ------- |
| FC Porto     | 27.765 | 11,6%   |
| Benfica      | 18.882 | 116,9%  |
| Sporting     | 16.765 | 11,5%   |
| V. Guimarães | 9.029  | 21,8%   |
| SC Braga     | 8.588  | 28,6%   |
| Farense      | 6.412  | Estável |
| V. Setúbal   | 5.882  | Novo    |
| Boavista     | 5.618  | 5,4%    |
| Marítimo     | 4.853  | 40,6%   |
| Rio Ave      | 4.618  | Novo    |
| U. Leiria    | 4.235  | 3,6%    |
| Salgueiros   | 4.176  | 9,2%    |
| SC Espinho   | 4.088  | Novo    |
| GD Chaves    | 3.676  | 30,9%   |
| Belenenses   | 3.529  | 20,0%   |
| Gil Vicente  | 3.421  | 9,1%    |
| Leça         | 3.176  | 8,2%    |
| E. Amadora   | 3.088  | 13,4%   |
| TOTAL        | 7.656  | 11,6%   |
| Fonte        | [ 2 ]  | [ 2 ]   |

## Campeão

### Plantel Campeão
| Pos.   | N                | Jogador           | Idade | Jogos | Golos |
| ------ | ---------------- | ----------------- | ----- | ----- | ----- |
| GR     | 1                | Wozniak           | 31    | 7     | -     |
| GR     | 12               | Eriksson          | 31    | 1     | -     |
| GR     | 15               | Silvino           | 38    | 8     | -     |
| GR     | 24               | Hilário           | 21    | 18    | -     |
| D      | 2                | João Pinto        | 35    | 13    | -     |
| D      | 7                | Sérgio Conceição  | 22    | 26    | 1     |
| D      | 29               | Butorovic         | 26    | 3     | -     |
| D      | 30               | Rui Óscar         | 21    | 1     | -     |
| D      | 3                | Rui Jorge         | 24    | 11    | -     |
| D      | 5                | Fernando Mendes   | 30    | 22    | 3     |
| D      | 4                | Aloísio           | 33    | 28    | -     |
| D      | 19               | João Manuel Pinto | 23    | 17    | 3     |
| D      | 22               | Jorge Costa       | 25    | 26    | 4     |
| D      | 27               | Díaz              | 23    | 1     | -     |
| D      | 13               | Lula              | 31    | 5     | -     |
| M      | 17               | Barroso           | 26    | 27    | 3     |
| M      | 20               | Paulinho Santos   | 26    | 31    | -     |
| M      | 23               | Costa             | 23    | 3     | 1     |
| M      | 18               | Bino              | 24    | 1     | -     |
| M      | 6                | Wetl              | 27    | 11    | 1     |
| M      | 8                | Rui Barros        | 31    | 25    | 3     |
| M      | 25               | Zahovič           | 26    | 27    | 7     |
| A      | 21               | Edmilson          | 25    | 28    | 11    |
| A      | 10               | Folha             | 26    | 15    | 3     |
| A      | 11               | Drulović          | 28    | 30    | 1     |
| A      | 14               | Artur             | 27    | 31    | 5     |
| A      | 9                | Domingos          | 28    | 16    | 2     |
| A      | 16               | Jardel            | 23    | 31    | 30    |
| A      | 28               | Mielcarski        | 26    | 12    | 1     |
|        |                  |                   |       |       |       |
| T      | António Oliveira | António Oliveira  | 44    |       |       |
| Fonte: |                  |                   |       |       |       |